# Leonid Voloshin
Leonid Voloshin (Unión Soviética, 30 de marzo de 1966) fue un atleta soviético, especializado en la prueba de triple salto en la que llegó a ser subcampeón mundial en 1991.

## Carrera deportiva
En el Campeonato Europeo de Atletismo de 1990 ganó el oro en el triple salto, llegando hasta los 17.74 metros, superando al búlgaro Khristo Markov (plata con 17.43 m) y al también soviético Igor Lapshin (bronce con 17.34 m).
Al año siguiente, en el Mundial de Tokio 1991 ganó la medalla de plata en la misma prueba, con un salto de 17.75 metros, quedando en el podio tras el estadounidense Kenny Harrison (oro con 17.78 metros) y por delante del también estadounidense Mike Conley que ganó el bronce con 17.62 metros.